# ザ・グリーン・アルバム (エディ・ジョブソン&ズィンクのアルバム)
『ザ・グリーン・アルバム』（The Green Album）は、イングランドのミュージシャン、エディ・ジョブソンが「エディ・ジョブソン&ズィンク」名義で1983年に発表したスタジオ・アルバム。自身初のソロ・プロジェクト作品に当たる。

## 解説
ジョブソンは1980年より本作の制作に着手し、2017年のインタビューでは音楽性に関して「自分自身のプログレッシブ・ロックのスタイルを再構築して、より1980年代的で新鮮にしてみせた。ハモンドオルガンを使うのは避けて、それよりもCS-80やミニ・モーグによる、より新しい音色に焦点を当てた」と説明している。本作のレコーディングでは、ジョブソン自身がボーカルも兼任し、ジェントル・ジャイアントのメンバーとして知られるゲイリー・グリーンを含む4人のギタリストが起用された。なお、ジョブソンが本作の制作を始めていた頃、ジェスロ・タルの中心人物として知られるイアン・アンダーソンのソロ・アルバムへの参加を依頼されるが、最終的にはレーベルの判断によりジェスロ・タル名義のアルバム『A』としてリリースされた。
その後、ジョブソンは本作の音楽性を継承した作品『ザ・ピンク・アルバム』を構想していたが、未発表に終わった。
François Coutureはオールミュージックにおいて5点満点中2点を付け「正にプログレッシブ・ロックがシンセポップと接点を持っていた時代ならではの作品」「言うまでもなく時代遅れのサウンドだが、コレクターは面白味を見出せるだろう」と評している。

## 収録曲
全曲ともエディ・ジョブソン作。
1. トランスポーター - "Transporter" – 1:10
2. レジデント - "Resident" – 6:00
3. イージー・フォー・ユー・トゥ・セイ - "Easy for You to Say" – 4:06
4. プレリュード - "Prelude" – 2:29
5. ノスタルジア - "Nostalgia" – 2:30
6. ウォーキング・フロム・パステル - "Walking from Pastel" – 2:03
7. ターン・イット・オーヴァー - "Turn It Over" – 4:14
8. グリーン・フェイス - "Green Face" – 4:20
9. フー・マイ・フレンズ - "Who My Friends..." – 6:32
10. カラー・コード - "Colour Code" – 1:06
11. リッスン・トゥ・リーズン - "Listen to Reason" – 5:25
12. スルー・ザ・グラス - "Through the Glass" – 6:05
13. トランスポーターII - "Transporter II" – 0:17

### 2014年リマスターCDボーナス・トラック
1. ターン・イット・オーヴァー（シングル・エディット） - "Turn It Over (Single Edit)"

## 参加ミュージシャン
- エディ・ジョブソン - ボーカル、キーボード、エレクトリック・ヴァイオリン
- ニック・モロック - ギター
- マイケル・クネオ - ギター
- カリー・シャラフ - ギター
- ゲイリー・グリーン - ギター
- ジェリー・ワッツ - ベース
- アローン・オレアーチック - ベース
- マイケル・バーシマント - ドラムス